# Castlevania: Dawn of Sorrow
Castlevania: Dawn of Sorrow, in Giappone Akuma jō Dracula: Sōgetsu no jūjika (悪魔城ドラキュラ 蒼月の十字架?, Akuma jō Dorakyura: Sōgetsu no jūjika, lett. "Dracula del castello del Diavolo: Croce della Luna blu"), è un videogioco sviluppato e pubblicato da Konami, che uscì in Giappone il 25 agosto 2005.Fa parte della serie Castlevania ed è il primo titolo di essa ad essere stato sviluppato per la console portatile Nintendo DS. Il gioco funge da sequel a Castlevania: Aria of Sorrow per Game Boy Advance e incorpora molti elementi dal suo predecessore.

## Trama
Dawn of Sorrow è ambientato nell'universo di Castlevania, di cui la tematica principale è il conflitto fra il clan di ammazzavampiri Belmont e l'immortale vampiro Dracula. Prima degli avvenimenti di Castlevania: Aria of Sorrow, Dracula viene sconfitto e il suo castello è sigillato all'interno di un'eclissi solare. Durante gli avvenimenti di Aria of Sorrow, un giovane di nome Soma Cruz comprende di essere la reincarnazione di Dracula e di possedere i suoi poteri, tuttavia riesce a sfuggire al destino di diventare il nuovo Signore Oscuro con l'aiuto dei suoi alleati e sfrutta i suoi poteri per le forze del bene. Gli eventi narrati in Dawn of Sorrow accadono un anno dopo Aria of Sorrow, nel 2036. L'ambiente principale del gioco è una copia del castello di Dracula, che a sua volta si suddivide in numerose aree.

### Storia
Un anno dopo gli avvenimenti di Aria of Sorrow, Soma Cruz vive in pace ed è convinto che i suoi poteri siano scomparsi. All'improvviso incontra una donna identificata come Celia Fortner che convoca dei mostri che attaccano Soma. Il giovane li sconfigge, anche con l'aiuto di Genya Arikado. Celia si ritira, e Soma si rende conto di possedere ancora i suoi poteri. Allora Arikado spiega che Celia è la guida di un culto maligno il cui obiettivo è far nascere un nuovo Signore Oscuro.
Con l'aiuto del suo amico Hammer, Soma riesce a localizzare la base del culto: una copia del castello di Dracula. Hammer apre una bottega per vendere numerosi tipi di equipaggiamento, mentre Soma avanza nel castello. Poco dopo incontra Julius Belmont e Yoko Belnades. Mentre Julius prosegue da solo, Soma scorta Yoko ad una postazione sicura. Yoko spiega al giovane come utilizzare i Sigilli Magici, necessari per distruggere dei nemici particolari nel castello. In seguito Soma incontra Celia, affiancata da due uomini: Dmitrii Blinov e Dario Bossi. Celia rivela il loro ruolo di candidati a Signore Oscuro, capaci di ottenere tale titolo sconfiggendo Soma. Più tardi Soma si scontra con Dmitrii e riesce ad ucciderlo, ottenendo la dominanza sulla sua anima senza trarne, però, nessun potere. Avanzando, l'eroe entra in combattimento con Dario Bossi, il quale, dopo essere stato sconfitto, viene trasportato al sicuro da Celia. A questo punto Soma incontra Arikado, che gli consegna una lettera ed un talismano da Mina Hakuba. Il giovane aggiorna l'uomo sulla situazione, poi prosegue per la sua strada. Poco dopo incontra Julius Belmont sconfitto da Dario a causa della sua inabilità nell'usare i Sigilli Magici. Allora Soma avanza verso la sala del trono, deciso a sconfiggere il suo nemico. Nella sala avviene il confronto con Dario Bossi; Soma utilizza una delle anime su cui ha ottenuto la dominanza per entrare nello specchio al centro della stanza; entrato nello specchio, combatte contro Aguni, il demone di fuoco da cui dipende il potere di Dario. Sconfiggendo Aguni, Soma priva Dario del suo potere. Dopo aver battuto anche Dario, Soma incontra Celia, la quale dichiara di volerlo incontrare nel cuore del castello.
Giunto a destinazione, Soma è costretto a vedere l'uccisione di Mina per mano di Celia. Preso dall'ira, il giovane inizia a trasformarsi nel Signore Oscuro; tuttavia il talismano donatogli da Mina rallenta la trasformazione, permettendo ad Arikado di arrivare in tempo per informare Soma che la "Mina" che ha visto uccidere non è altro che un Doppelgänger. Questo riesce a fermare la trasformazione, ma un'anima esce dal corpo di Soma ed entra in quello del Doppelgänger, assumendo l'aspetto di Dmitrii Blinov. Quest'ultimo afferma che dopo essere stato sconfitto dal giovane era riuscito ad entrare nella sua anima e utilizzando i suoi poteri aveva copiato il Potere della Dominanza. A questo punto Dmitrii fugge alla ricerca di mostri a cui rubare il potere assieme a Celia. Soma ed Arikado inseguono i loro nemici in un abisso demoniaco, dove Dmitrii sacrifica Celia per sigillare i poteri di Arikado e combattere contro Soma. Tuttavia, l'anima del candidato non riesce a reggere lo sforzo del Potere della Dominanza, e le anime da lui assorbite eruttando dal suo corpo, squarciandolo, e fondendosi in un unico mostro identificato come Minaccia. Dopo uno strenuo combattimento, Soma sconfigge la creatura e le anime cominciano ad entrare nel suo corpo; ma il giovane riesce a liberarsene e fugge assieme ad Arikado.
All'esterno del castello, Soma incontra tutti i suoi collaboratori. Il giovane è però preoccupato del suo fato, convinto di essere destinato a divenire il Signore Oscuro. Ma Arikado lo conforta, rassicurandolo che il suo destino non è segnato. Il gioco si conclude con l'incontro gioioso fra Soma e Mina.

## Modalità di gioco
Dawn of Sorrow presenta una visuale di gioco in 2D. Così come in Aria of Sorrow, il giocatore potrà far salire di livello il protagonista, Soma Cruz, ottenendo Punti Esperienza dopo aver sconfitto nemici; così le statistiche del personaggio aumenteranno, rendendolo più potente da ogni punto di vista. Per eliminare i nemici il giocatore può fare uso di una grande varietà di armi prevalentemente medievali, anche se il gioco è ambientato nell'anno 2036. Le armi si differenziano fra di loro per quantità di danni, velocità d'attacco e raggio d'assalto.
Dawn of Sorrow è ambientato in un castello, che a sua volte di suddivide in varie aree. Tuttavia per accedere ad alcune aree il giocatore dovrà disporre di determinati oggetti o abilità. Ciascun'area offre un ottimo tema musicale ed è caratterizzata da diversi nemici, boss e oggetti.
La caratteristica principale del gioco è la possibilità di Soma di assorbire le anime dei nemici sconfitti; è così infatti che il giocatore potrà ottenere nuove abilità. Alcuni nemici cedono le anime con più regolarità rispetto ad altri, ed è possibile assorbire più copie della stessa anima. Le anime si suddividono in quattro categorie: Proiettile, Guardiano, Incantesimo e Abilità. Può essere selezionata solo un'anima per categoria, ed è possibile scambiare le varie anime con un altro giocatore sfruttando la modalità wireless del Nintendo DS. Inoltre le anime usufruiscono dei Punti Magici (PM), che sono rappresentati da una barra sotto quella della vita; finita la barra, le anime non potranno essere utilizzate, ma riempire la barra è semplice grazie alla quantità infinita di "cuori" presenti nel castello. Le anime, poi, possono essere utilizzate per potenziare le proprie armi nel negozio di Yoko Belnades. Alcune armi, infatti, sono ottenibili soltanto potenziando una forma minore della stessa arma tramite un'anima.

### Sigilli Magici
Il sistema dei Sigilli Magici è una nuova caratteristica introdotta da Dawn of Sorrow, e fa uso del touch screen del Nintendo DS.
Dopo aver sconfitto un boss, apparirà sullo schermo un cerchio sul quale compariranno in maniera sistematica delle linee che si congiungeranno; il giocatore deve riprodurre fedelmente le linee. Se fallisce, il boss riacquista vita e il combattimento riprenderà. Se le linee saranno riprodotte con successo, il boss sarà sconfitto. Proseguendo nel gioco i Sigilli Magici diventano sempre più complessi da riprodurre.

### Modalità Julius
Dopo aver completato Dawn of Sorrow, il giocatore avrà accesso alla modalità Julius; questa modalità permette di ricominciare il gioco controllando Julius Belmont, Yoko Belnades e Alucard, e la battaglia finale non è contro il boss della modalità storia bensì contro lo stesso Soma Cruz.
In questa modalità non è possibile utilizzare anime, oggetti curativi ed equipaggiamenti (armi, armature).
Non si possono possedere soldi.

## Personaggi
Il protagonista di Dawn of Sorrow è Soma Cruz, la reincarnazione di Dracula. Soma è aiutato da una sua amica, Mina Hakuba, da un misterioso agente del paranormale di nome Genya Arikado, da Julius Belmont, l'attuale erede del clan Belmont, da una maga di nome Yoko Belnades e da un soldato chiamato Hammer, che funge da mercante.
Gli antagonisti del gioco fanno parte di un culto oscuro che ha l'intenzione di riportare in vita il malvagio conte. Celia Fortner, la sacerdotessa a capo del culto, desiderare resuscitare Dracula per conservare i suoi poteri magici. Dmitrii Blinov e Dario Bossi sono i due candidati come signori oscuri; uno di loro due, infatti, deve distruggere l'anima di Dracula, che risiede in Soma Cruz, per impadronirsi dei suoi poteri.

## Sonoro
La musica di Dawn of Sorrow venne composta da Michiru Yamane e Masahiko Kimura, entrambi famosi per i loro precedenti lavori con altri titoli della saga. Oltre a numerose nuove colonne sonore eseguite eccellentemente, nel gioco sono presenti famosi temi musicali della saga come Vampire Killer (Ammazzavampiri), The Beginning (L'Inizio) e Bloody Tears (Lacrime di Sangue).

## Accoglienza
Dawn of Sorrow venne acclamato dalla critica e venne considerato uno dei migliori giochi del 2005. L'aggregatore di recensioni Metacritic ha la media dell'88%.